# Premier Padel 2023
Il Premier Padel 2023 è stata la 2ª edizione organizzata dalla Federazione Internazionale Padel (FIP), per il mondiale Premier Padel, ha avuto un totale di 6 tornei, distribuiti in 7 paesi e 4 continenti.
Il calendario ufficiale è stato pubblicato il 3 febbraio e presenta gli stessi tornei dell'edizione precedente; quattro Major e quattro P1.
Infine, è stato annunciato che questa edizione di Premier Padel avrebbe avuto una categoria femminile, dopo che nel 2022 c'era solo una categoria maschile.

## Calendario
| Torneo       | Città     | Stato     | Data                     |
| ------------ | --------- | --------- | ------------------------ |
| Qatar Major  | Doha      | Qatar     | 28 marzo - 2 aprile      |
| Italy Major  | Roma      | Italia    | 21 maggio - 29 maggio    |
| Madrid P1    | Madrid    | Spagna    | 11 luglio - 17 luglio    |
| Mendoza P1   | Mendoza   | Argentina | 1 agosto - 6 agosto      |
| Paris Major  | Parigi    | Francia   | 8 agosto - 14 agosto     |
| NewGiza P1   | Giza      | Egitto    | 24 ottobre - 30 ottobre  |
| Mexico Major | Monterrey | Messico   | 28 novembre - 4 dicembre |
| Milano P1    | Milano    | Italia    | 5 dicembre - 11 dicembre |

## Risultati
| Torneo Major |
| Torneo P1    |

### Maschile
| Torneo    | Vincitori                        | Finalisti                            | Risultato        |
| --------- | -------------------------------- | ------------------------------------ | ---------------- |
| Doha      | Franco Stupaczuk Martin Di Nenno | Sanyo Gutiérrez Fernando Belasteguín | 6-2 / 7-6(5)     |
| Roma      | Agustín Tapia Arturo Coello      | Federico Chingotto Paquito Navarro   | 7-5 / 7-6(2)     |
| Madrid    | Agustín Tapia Arturo Coello      | Federico Chingotto Paquito Navarro   | 7-5 / 6-2        |
| Mendoza   | Agustín Tapia Arturo Coello      | Franco Stupaczuk Martin Di Nenno     | 6-2 / 7-6(6)     |
| Parigi    | Agustín Tapia Arturo Coello      | Federico Chingotto Paquito Navarro   | 7-6(2) / 6-1     |
| Giza      | Evento annullato                 | Evento annullato                     | Evento annullato |
| Monterrey | Evento annullato                 | Evento annullato                     | Evento annullato |
| Milano    | Ale Galan Juan Lebron            | Franco Stupaczuk Martin Di Nenno     | 7-6 / 6-7 / 7-6  |

### Femminile
| Torneo | Vincitori                      | Finalisti                      | Risultato             |
| ------ | ------------------------------ | ------------------------------ | --------------------- |
| Roma   | Marta Ortega Gemma Triay       | Ariana Sánchez Paula Josemaría | 6-3 / 3-6 / 7-5       |
| Madrid | Bea González Delfi Brea        | Ariana Sánchez Paula Josemaría | 5-7 / 7-6(3) / 7-6(6) |
| Parigi | Ariana Sánchez Paula Josemaría | Marta Ortega Gemma Triay       | 6-2 / 6-4             |
| Milano | Bea González Delfi Brea        | Alejandra Salazar Sofía Araujo | 6-0 / 7-6(4)          |